# Parosteodes
Parosteodes is een geslacht van vlinders van de familie spanners (Geometridae), uit de onderfamilie Ennominae.

## Soorten
- P. fictiliaria Guenée, 1858
- P. grisea Holloway, 1979